# (31220) 1998 BA26
(31220) 1998 BA26 est un astéroïde de la ceinture principale d'astéroïdes découvert en 1998.

## Description
(31220) 1998 BA26 a été découvert le 29 janvier 1998 à l'observatoire astronomique d'Ōizumi, situé à Ōizumi, dans la préfecture de Gunma, au Japon, par Takao Kobayashi.

### Caractéristiques orbitales
L'orbite de cet astéroïde est caractérisée par un demi-grand axe de 2,69 ua, un périhélie de 2,15 ua, une excentricité de 0,20 et une inclinaison de 13,22° par rapport à l'écliptique. Du fait de ces caractéristiques, à savoir un demi-grand axe compris entre 2 et 3,2 ua et un périhélie supérieur à 1,666 ua, il est classé, selon la JPL Small-Body Database, comme objet de la ceinture principale d'astéroïdes.

### Caractéristiques physiques
(31220) 1998 BA26 a une magnitude absolue (H) de 14,3 et un albédo estimé à 0,342.